# 137-ма зенітна ракетна бригада (Україна)
137-ма зенітна ракетна бригада (137 ЗРБр, в/ч А3024) — формування зенітних ракетних військ у складі Повітряних сил України, що існувало до 2012 року. Бригада структурно належала до Повітряного командування «Центр». 137 бригада була однією з двох бригад, що отримала Україна, на озброєнні якої перебували комплекси С-300В.

## Історія
Після розпаду СРСР у 1992 році 137-ма зенітна ракетна бригада Радянської армії перейшла під юрисдикцію України і увійшла до складу Збройних сил України. На той момент вона була однією з двох військових частин в Україні, що мали на озброєнні новітній комплекс С-300В. Згодом бригада із Сухопутних військ була передана до складу 49-го корпусу ППО військ протиповітряної оборони України.[джерело?]
З 1994 року 3-й дивізіон був переведений в м. Умань. В 1997 році 1-й дивізіон виконав стрільби на полігоні «Чауда». З полігону передислоковується в село Дмитрушки Уманського району на позиції розформованого 392-го гвардійського зенітного ракетного полку. В 1999 році 2-й (в/ч 35618) та 3-й (889 ОЗРДн в/ч 35656) дивізіон виконали бойові стрільби та бригада остаточно була переведена з Гончарівського до Умані.
В 2007 році визнана найкращою зенітною ракетною бригадою в складі Повітряних Сил ЗС України.
Парадні розрахунки 137-ї Уманської зенітної ракетної бригади взяли участь 24 серпня 2009 року у параді військ з нагоди 18-ї річниці незалежності України.
Навесні 2012 року було прийнято рішення розформувати зенітну ракетну бригаду.

## Структура
Організаційно зенітна ракетна бригада складалась з окремих зенітних ракетних дивізіонів:
- 569-й окремий зенітний ракетний дивізіон;
- 874-й окремий зенітний ракетний дивізіон;
- 889-й окремий зенітний ракетний дивізіон;
- технічний батальйон.

## Озброєння
- С-300В[1]

## Командири
- полковник Ігор Никифоров[джерело?]
- полковник Васильєв[джерело?]